# Ponant (entreprise)
Pour l’article homonyme, voir Ponant.
Compagnie du Ponant est une compagnie de croisière française fondée en 1988 à Nantes, par Jean-Emmanuel Sauvée, Philippe Videau, Bruno Delisle et une dizaine d’autres jeunes officiers de la marine marchande. En 2020, la compagnie possède douze navires dont un voilier et depuis 2015 appartient à Artémis, holding de la famille Pinault. En 2021, Ponant annonce une nouvelle étape dans son développement avec l’arrivée d’Hervé Gastinel qui succède à Jean-Emmanuel Sauvée en tant que président de la compagnie.

## Historique
Fondée à Nantes le 1er avril 1988 par Jean-Emmanuel Sauvée, Bruno Delisle, Philippe Videau et une dizaine d’officiers de la marine marchande, tous âgés de 23 à 29 ans, la Compagnie des îles du Ponant se distingue notamment à l’époque par sa volonté de naviguer sous pavillon français. La compagnie s’appuie sur un financement inédit pour la construction de son premier navire de croisière en lançant en 1989 un appel public à l’épargne. En 1991, Le Ponant, voilier de 32 cabines, premier navire de la compagnie nantaise, voit le jour sur les chantiers navals de Villeneuve-la-Garenne. Huit ans plus tard, en 1999, la compagnie fait construire un nouveau navire, Le Levant. En 2004 est acquis un troisième navire, Le Diamant, de taille plus importante. Il s'agit d'un ancien roulier transformé en 1986 comme navire de croisière haut de gamme.
En 2004, la Compagnie des îles du Ponant intègre le groupe CMA-CGM, troisième armateur mondial dans le domaine des lignes régulières, et transfère son siège social à Marseille. Sous l’impulsion de son nouveau propriétaire, la compagnie lance en 2007 le projet de construction du navire de croisière idéal. Ce projet se concrétisera par le lancement de quatre sister-ships à la taille et au design innovants, construits aux chantiers navals Fincantieri à Ancône. Sous cette même impulsion de renouveau, la compagnie change de nom en 2009, et devient La Compagnie du Ponant. Le Boréal est le premier des quatre sister-ships à voir le jour en 2010, suivi de L’Austral en 2011, du Soléal en 2013, puis du Lyrial en 2015,. À la suite de ces nouveaux armements, deux navires sont vendus en novembre 2011 : Le Levant à la compagnie Paul Gauguin Cruises et Le Diamant à un fonds de pension pour être géré par le groupe International Shipping Partners.
En 2012, CMA-CGM vend la compagnie du Ponant au fonds d’investissement britannique Bridgepoint. Depuis 2014, la Compagnie du Ponant utilise la dénomination commerciale « Ponant », une marque qui porte le nom de son premier navire, élément fondateur de l’entreprise,,.
Le 11 septembre 2013, Le Soléal, troisième sister-ship de la compagnie, devient le premier navire de commerce français à franchir le passage du Nord-Ouest, du Groenland à la Sibérie, avec 200 passagers à son bord,.
Le 9 octobre 2015, Ponant annonce son rachat par Artémis, holding de la famille bretonne Pinault,. Un vaste plan d'investissement est alors lancé en mars 2016, avec la commande de quatre navires de la nouvelle classe Ponant Explorers livrables en 2018 et 2019. D'un tonnage de 9 900 GT, ils peuvent accueillir 184 passagers dans 92 cabines. Ils sont réalisés par une filiale de Fincantieri, le groupe norvégien Vard. D'abord assemblé en Roumanie à Tulcea, ils sont transférés à Ålesund en Norvège pour être achevés et armés. Ils porteront les noms d'illustres explorateurs et marins français, Le Lapérouse, Le Champlain, Le Bougainville et Le Dumont-d'Urville (initialement nommé à la commande Le Kerguelen). Les navires de cette classe sont tous dotés d’un salon avec hublot sous-marin, baptisé Blue Eye. En 2017, Vard reçoit une nouvelle commande de Ponant pour un navire de croisière de haute exploration polaire, hybride électrique et propulsé au gaz naturel liquéfié, Le Commandant Charcot. Il s'agit de l'unique navire de ce type et premier brise-glace de croisière, sa coque est conçue par le bureau d'étude finlandais Aker Arctic, elle sera conforme à la certification glace Polar Code 2. Le navire sera opérationnel en 2021. En mars 2018, Ponant annonce la commande de deux navires de plus, de type Ponant Explorers aux chantiers Vard. Livrables en 2020, ils sont nommés Le Bellot et Le Jacques-Cartier (initialement nommé à la commande Le Surville).
Le 8 août 2018, National Geographic Expeditions signe un partenariat à long terme avec le groupe de croisière français Ponant pour proposer des croisières en Australie, en Nouvelle-Zélande et dans le Pacifique.
Le Lapérouse et Le Champlain sont mis en service en 2018, suivis par Le Bougainville et Le Dumont-d'Urville en 2019, puis Le Bellot et Le Jacques-Cartier en 2020.
En novembre 2018, dans le cadre d'un partenariat avec les Chantiers de l'Atlantique, le navire Le Ponant est utilisé afin de tester le concept de voile rigide Solid Sail. À compter de novembre 2018 et durant une année le mât avant du navire est équipé de cette voile prototype de 250 mètres carrés. Cet essai devait permettre de valider le concept et mesurer ses performances en conditions réelles d’exploitation. 
En février 2019, face au refus exprimé par les associations écologistes de Nouvelle-Calédonie, soutenues par une pétition réunissant plus de 20 000 signatures, puis par le parti du gouvernement alors en place, la direction de la compagnie Ponant est contrainte d'annuler une escale de son paquebot Lapérouse aux îles Chesterfield,,. Quelques mois plus tôt, un débat particulièrement houleux avait opposé les associations écologistes de Nouvelle-Calédonie au représentant de Ponant qui s'était rendu sur place pour les convaincre de l'innocuité d'une croisière-expédition vers les îlots protégés de l'atoll des Chesterfield,. 
En août 2019, l'entreprise rachète au groupe hôtelier américain Pacific Beachcomber la compagnie Paul Gauguin Cruises. À l'automne 2019 pour cette nouvelle compagnie, deux nouveaux navires de classe Ponant Explorers sont commandés pour 2022 avec une option pour un troisième. Ces navires posséderont un pack de batteries afin d'être autonome durant les escales.
Au printemps 2020, un navire est en construction, dans les chantiers Vard, filiale norvégienne du chantier naval italien Fincantieri : Le Commandant Charcot. Ce navire de croisière de haute exploration polaire est doté d’une propulsion hybride combinant gaz naturel liquéfié (GNL) et générateurs électriques. Ses capacités de franchissement sont assurées aussi bien en marche avant qu'en marche arrière grâce à une poupe mettant en œuvre le principe du navire à double-action. Quant à sa coque, elle est conforme à la certification glace Polar Code 2. Plus grand et beaucoup plus puissant que les Ponant Explorers, mais au design similaire, la livraison du navire a eu lieu en août 2021.
Le 29 mars 2021, à la suite de l'annonce de François-Henri Pinault (gestionnaire de la holding Artémis), Jean-Emmanuel Sauvée, cofondateur de l'entreprise, a quitté sa fonction de directeur général pour laisser sa place à son successeur, Hervé Gastinel.
Le 16 janvier 2025, Ponant Explorations Group, a annoncé l’acquisition d’une participation majoritaire dans Aqua Expeditions. Il s'agit d'une compagnie haut de gamme qui se distingue par ses voyages d’expéditions fluviales et océaniques à bord de petits navires, opérant notamment en Amérique du Sud et en Asie du Sud-Est. Elle possède cinq navires élégants, pouvant accueillir entre 16 et 40 passagers.

## Stratégie environnementale
Dans le cadre de son plan d’entreprise à 5 ans, baptisé Explore to Inspire, PONANT a partagé en 2022 cinq engagements fondateurs de l’entreprise en matière environnementale, :
1. Considérer le monde entier comme une zone à émissions d’oxydes de soufre et d’azote contrôlées, pour l’ensemble de sa flotte d’ici à 2025.
2. Réduire ses émissions de CO2 (par bateau et par jour de croisière ; pas de déclaration en valeur absolue) de 15% en 2026 et de 30% en 2030 par rapport à 2019.
3. Éliminer totalement le plastique à usage unique, à bord comme à terre, dès 2022.
4. Assurer la valorisation et la traçabilité de tous ses déchets d’ici à 2025.
5. Embarquer des équipes de recherche scientifique à bord du Commandant Charcot, navire de haute exploration polaire.

En juillet 2023, la compagnie lance un appel d'offres afin de construire son premier bateau "neutre en carbone[Quoi ?]", il devra être livré avant 2030. Il est prévu qu'il fonctionne avec un mix énergétique, combinant propulsion vélique, énergie solaire, bio-GNL, carburants de synthèse et hydrogène liquide, associés à un système innovant de piles à combustible.

## Controverse
Avec une communication fortement basée sur le « voyage responsable », l'entreprise est souvent accusée de greenwashing.
En 2022, le Jury de Déontologie Publicitaire juge comme plainte fondée une requête déposée contre l'utilisation des termes « tourisme durable » et « préservation de l’environnement » sur le site internet de la compagnie.

## Flotte
La flotte Ponant est composée à ce jour de quatorze navires, dont un voilier (le premier navire de la compagnie), et un nouveau navire de type brise-glace (livré en 2021).
| Navire                | Date de construction | Date de mise en service | Informations |
| --------------------- | -------------------- | ----------------------- | --- |
| Le Ponant             | 1991                 | 1991                    | Le Ponant est un voilier de 16 cabines pouvant transporter jusqu'à 32 passagers et 34 membres d'équipage.                                                                         |
| Spirit of Ponant      | 2024                 | 2024                    | Spirit of Ponant est un voilier de 6 cabines pouvant transporter jusqu'à 12 passagers et 4 membres d'équipage.                                                                    |
| Les Sister-Ship       |                      |                         | |
| Le Boréal             | 2010                 | 2010                    | Le Boréal est un navire de 132 cabines et suites pouvant transporter jusqu'à 264 passagers et 139 membres d'équipage.                                                             |
| L'Austral             | 2011                 | 2011                    | L'Austral, Sister-ship du Boréal, est un navire de 132 cabines et suites pouvant transporter jusqu'à 264 passagers et 139 membres d'équipage.                                     |
| Le Soléal             | 2012                 | 2012                    | Le Soléal, Sister-ship du Boréal, est un navire de 132 cabines et suites pouvant transporter jusqu'à 264 passagers et 139 membres d'équipage.                                     |
| Le Lyrial             | 2014                 | 2015                    | Le Lyrial, sister-ship du Boréal, est un navire de 132 cabines et suites pouvant transporter jusqu'à 264 passagers et 139 membres d'équipage.                                     |
| Les Ponant Explorers  |                      |                         | |
| Le Lapérouse          | 2017-2018            | 2018                    | Le Lapérouse, de la série Ponant Explorers, est un navire de 92 cabines et suites pouvant transporter jusqu’à 184 passagers, 12 guides accompagnateurs et 110 membres d'équipage. |
| Le Champlain          | 2017-2018            | 2018                    | Le Champlain, de la série Ponant Explorers, est un navire de 92 cabines pouvant transporter jusqu’à 184 passagers.                                                                |
| Le Bougainville       | 2018-2019            | 2019                    | Le Bougainville, de la série Ponant Explorers, est un navire de 92 cabines pouvant transporter jusqu’à 184 passagers.                                                             |
| Le Dumont-d'Urville   | 2018-2019            | 2019                    | Le Dumont-d'Urville (initialement nommé à la commande Le Kerguelen), de la série Ponant Explorers, est un navire de 92 cabines pouvant transporter jusqu’à 184 passagers.         |
| Le Bellot             | 2019-2020            | 2020                    | Le Bellot, de la série Ponant Explorers, est un navire de 92 cabines pouvant transporter jusqu’à 184 passagers.,                                                                  |
| Le Jacques-Cartier    | 2019-2020            | 2020                    | Le Jacques-Cartier (initialement nommé à la commande Le Surville), de la série Ponant Explorers, est un navire de 92 cabines pouvant transporter jusqu’à 184 passagers.           |
| Le brise-glace        |                      |                         | |
| Le Commandant-Charcot | 2019-2021            | 2021                    | Le Commandant Charcot, est un navire de haute exploration polaire de croisière de 135 cabines pouvant transporter jusqu'à 245 passagers.                                          |

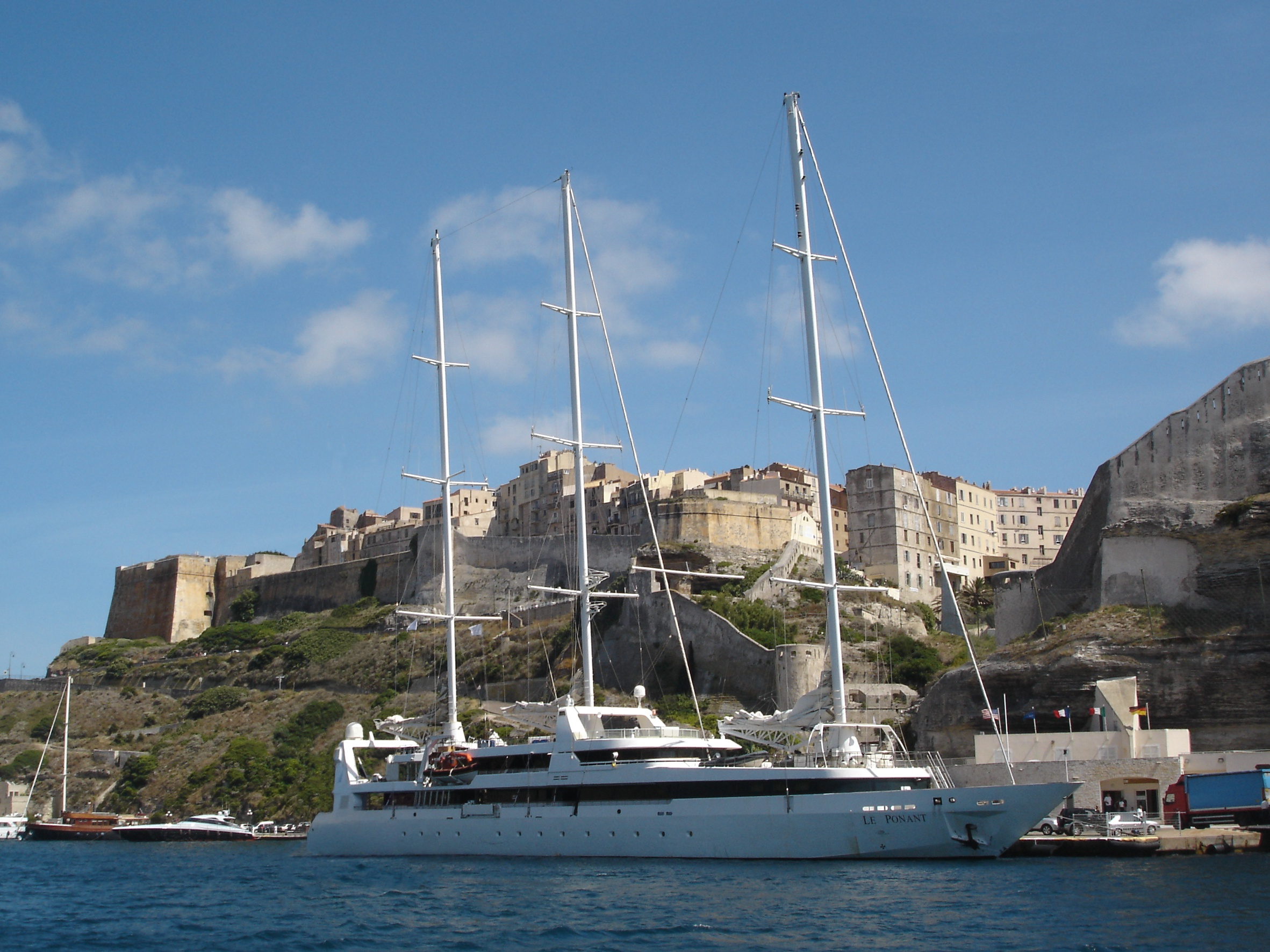
Le Ponant à Bonifacio en 2009.
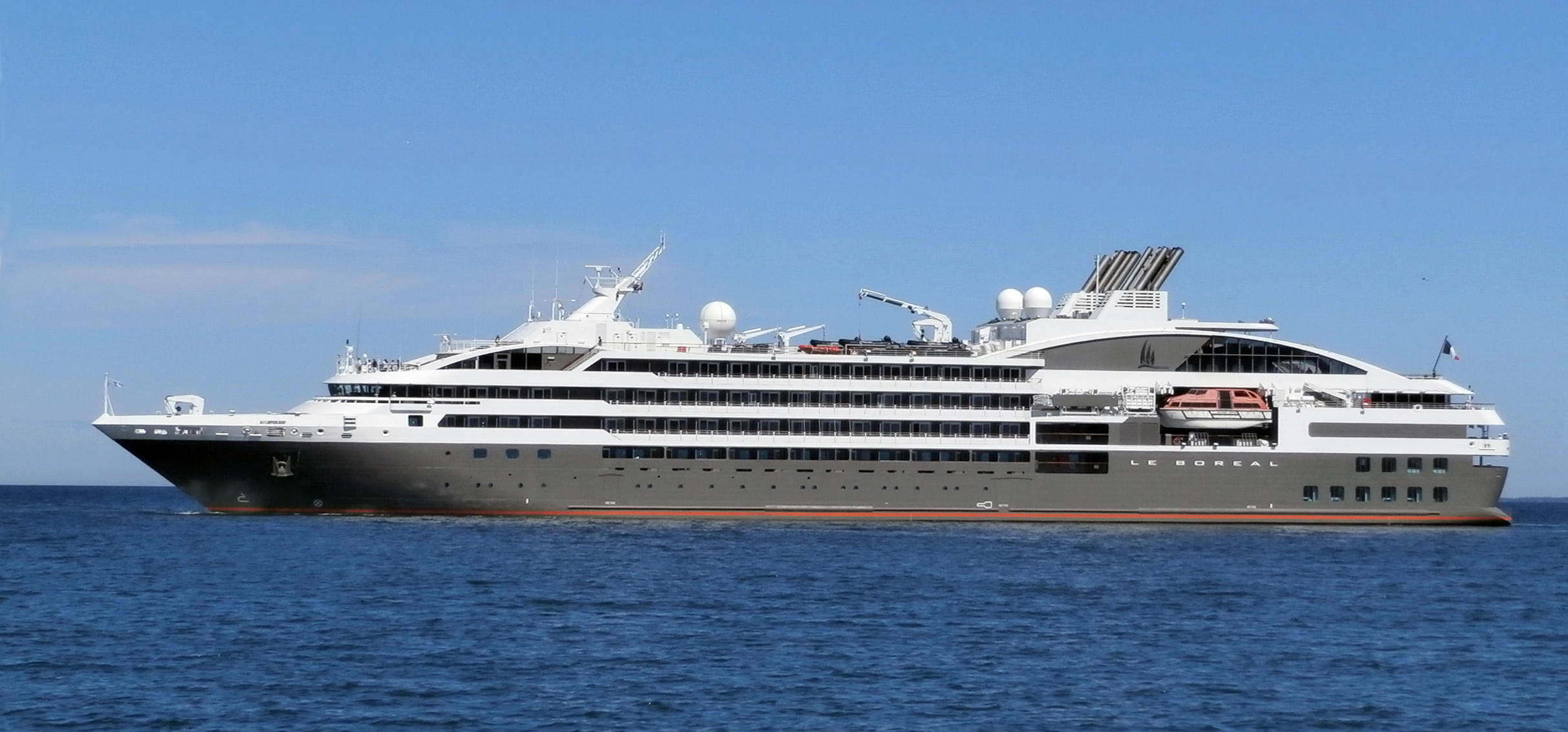
Le Boréal à Tallinn en 2011.
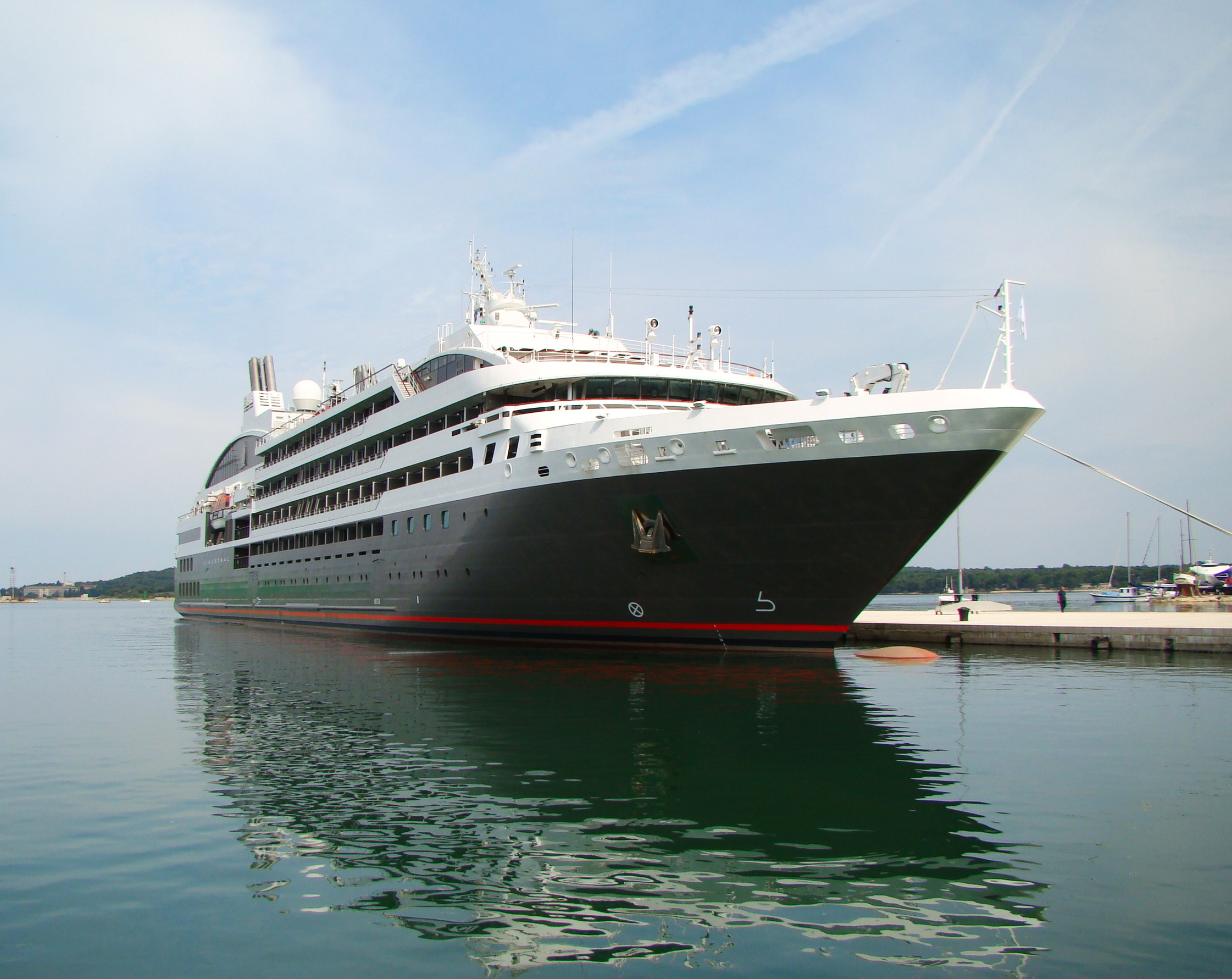
L’Austral à Pula (Croatie) en 2011.
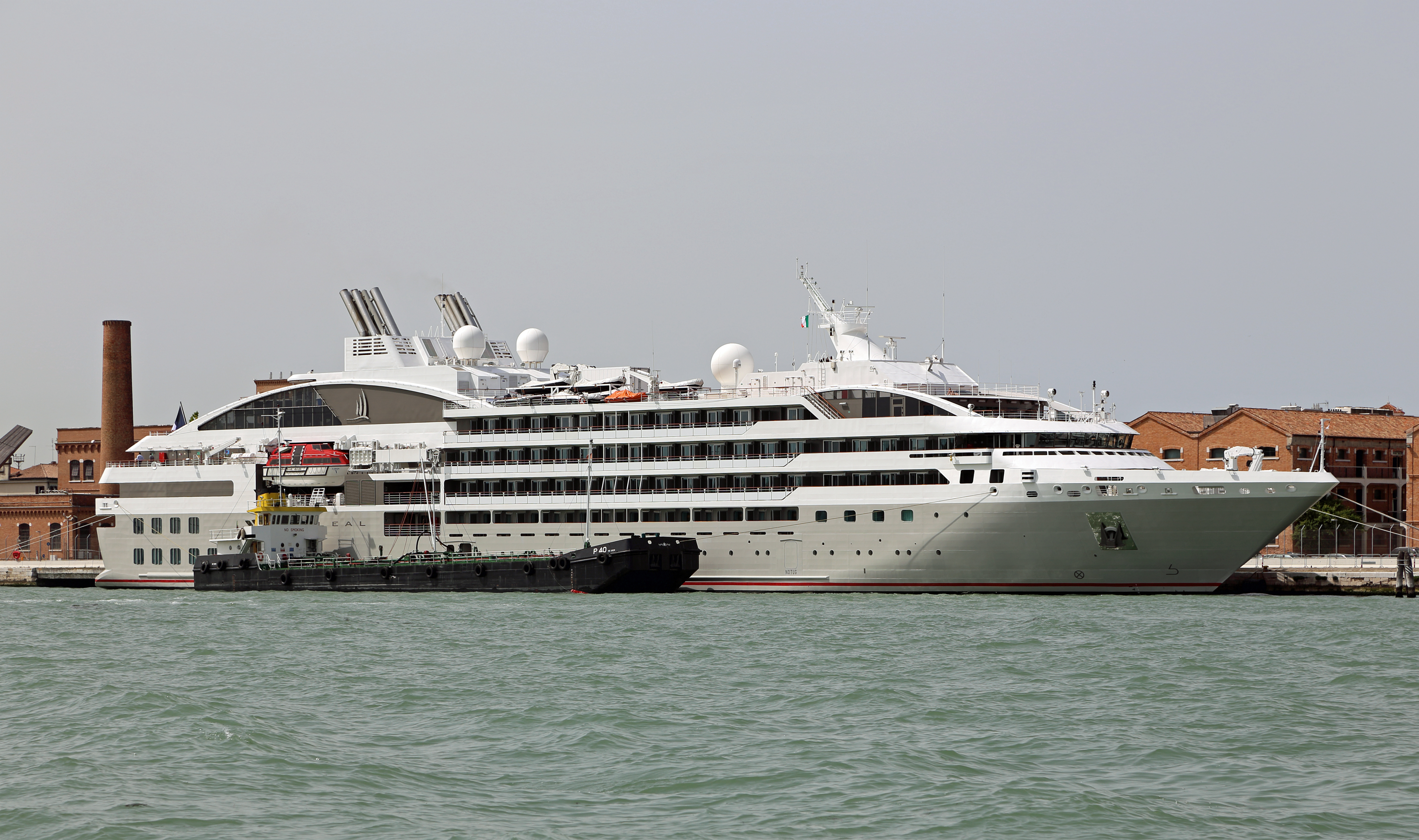
Le Soléal à Venise en 2014.
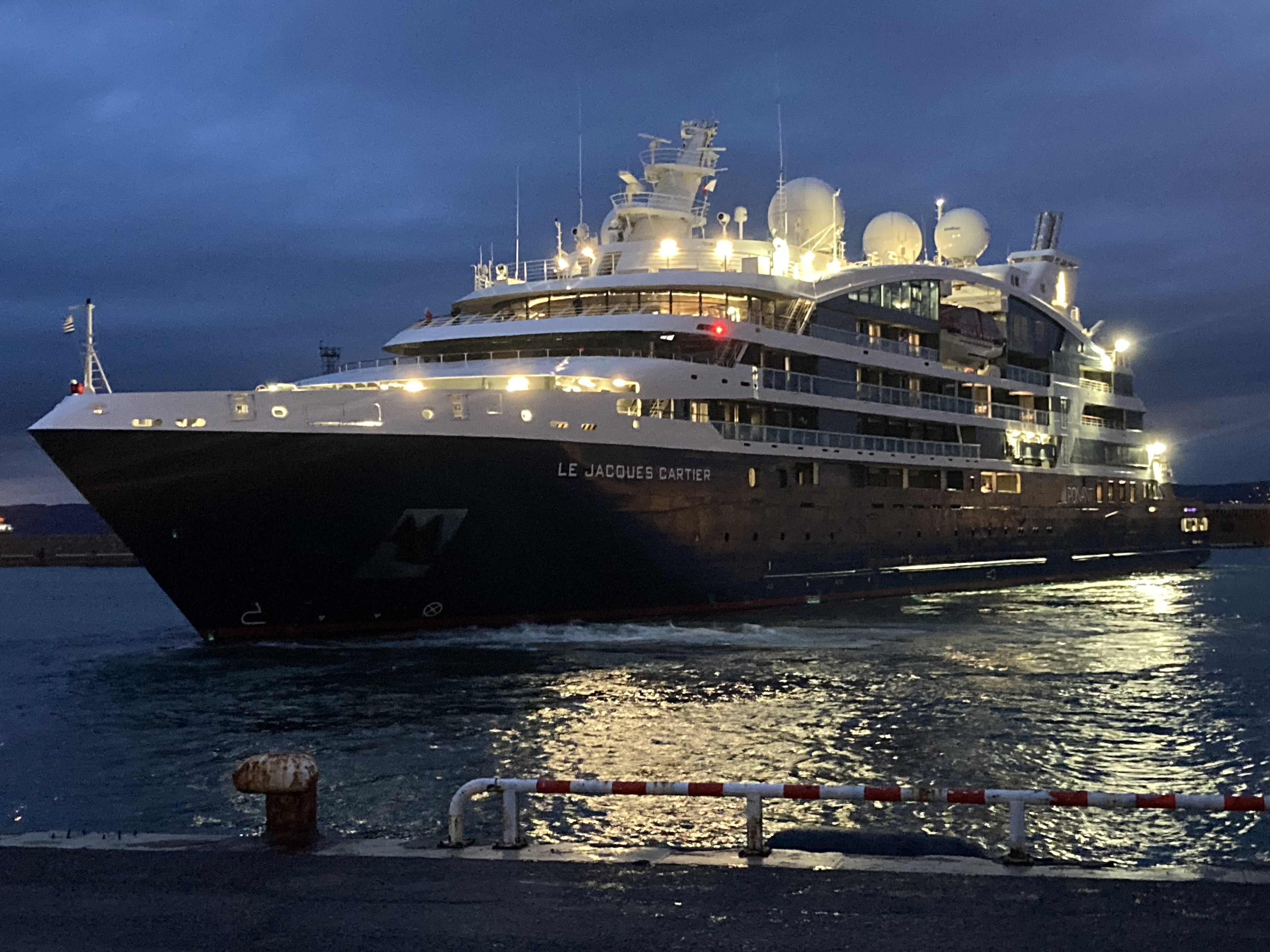
Le Jacques Cartier quittant Marseille le 30 octobre 2021
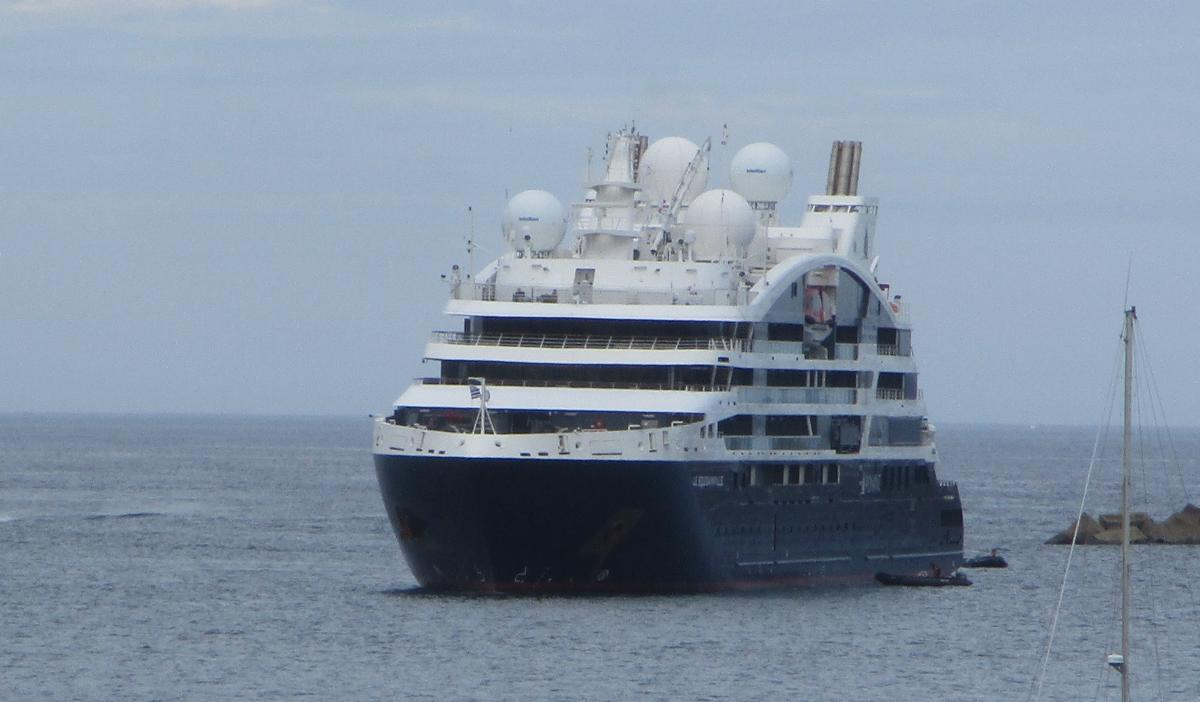
Le Bougainville dans la passe de la rade de Saint-Jean-de-Luz

Aqua Expeditions

### Anciens navires
- Le Levant, de 1998 à 2012. Construit en 1998 pour la compagnie et revendu en 2011 à Paul Gauguin Cruises, renommé Tere Moana. Il sera renommé en 2016 le Clio, lors de son rachat par Grand Circle Travel. Il bat actuellement pavillon maltais. Longueur : 99,6 m.
- Le Diamant, de 2004 à 2012. Acquis en 2004 sous le nom de Song of Flower, c'est un navire transformé en paquebot au début des années 1980. En 2011, il est vendu au groupe International Shipping Partners et renommé Ocean Diamond. Longueur : 124,19 m.

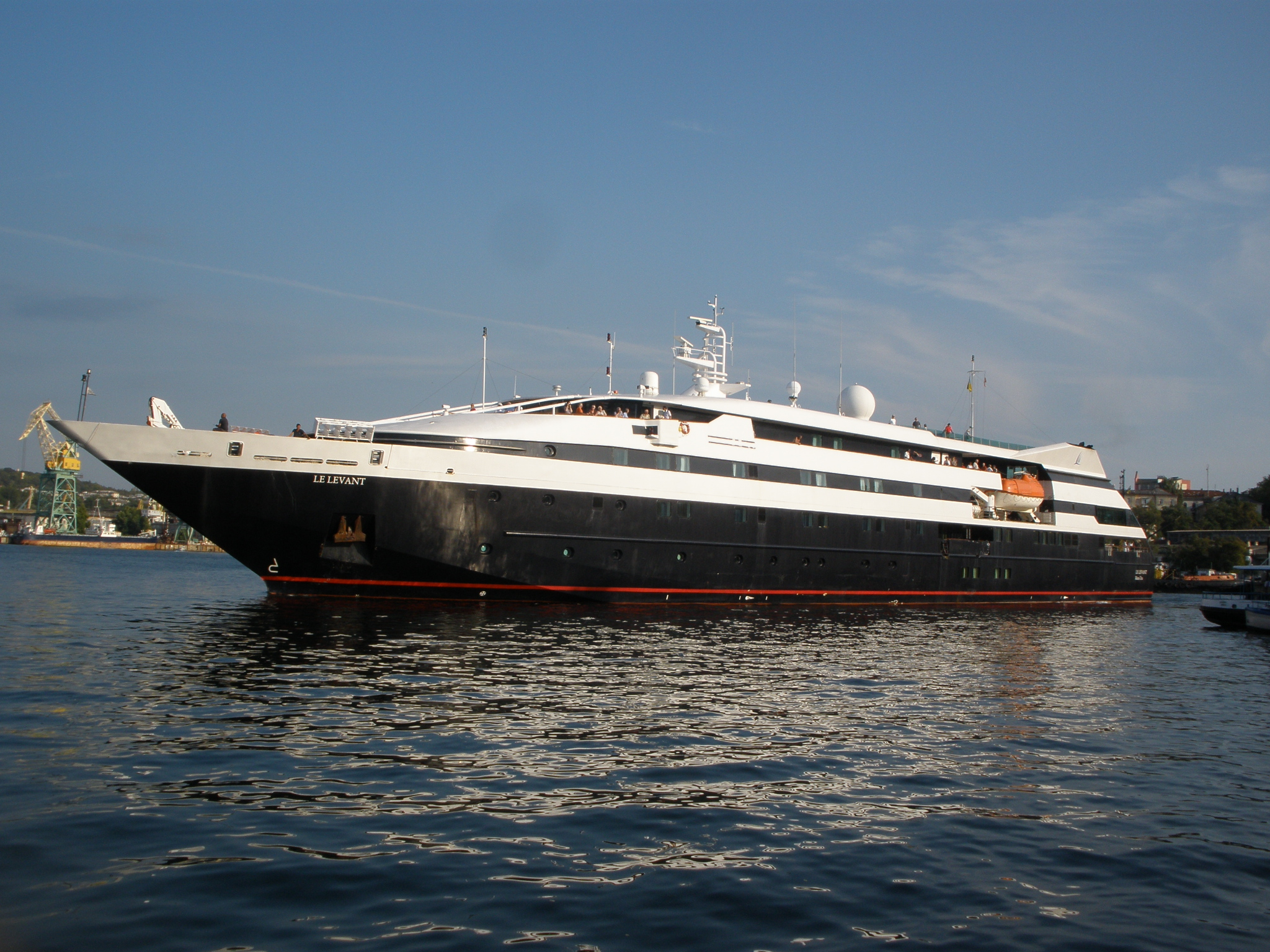
Le Levant.
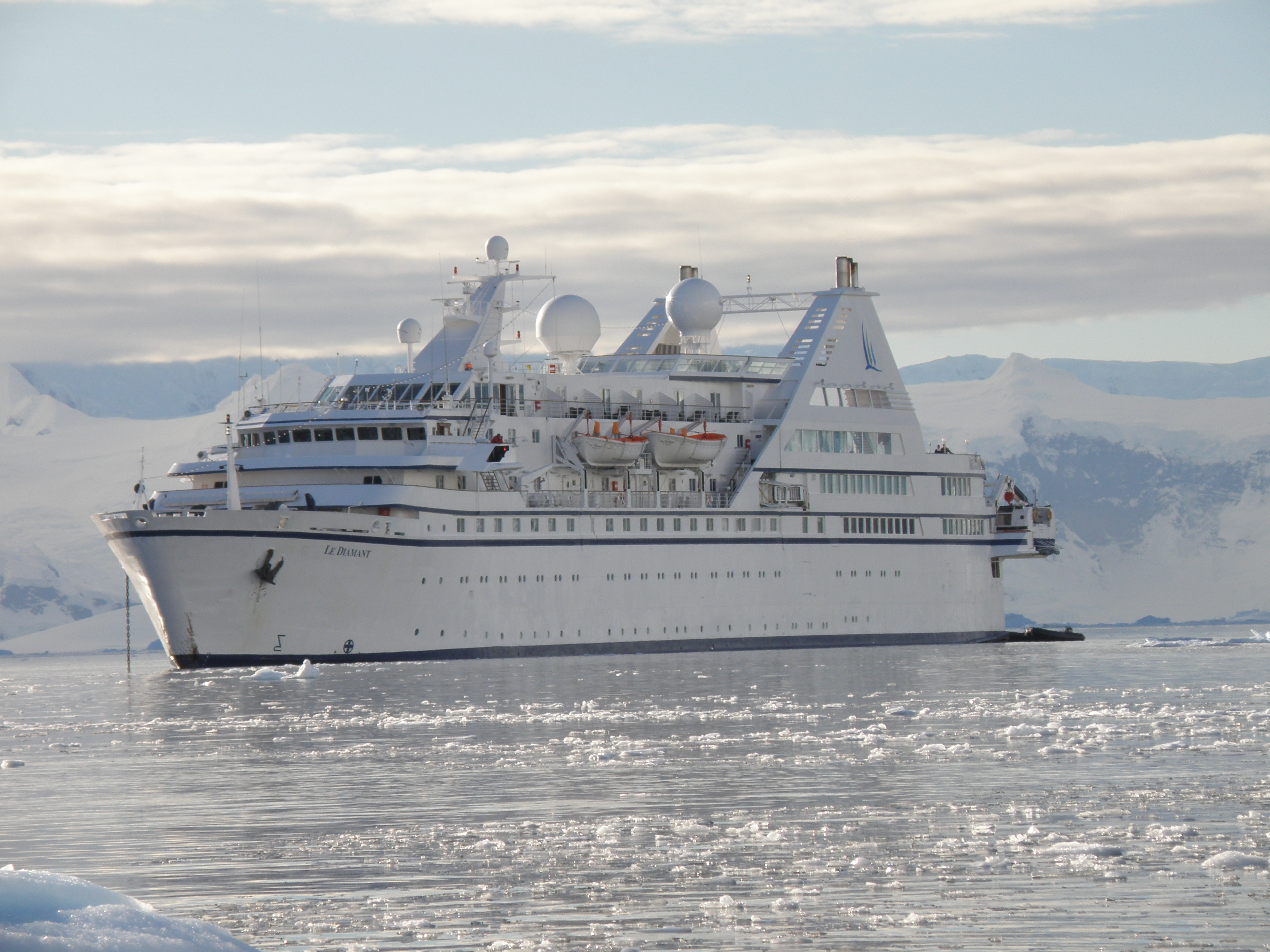
Le Diamant dans le grau de Néko Harbor en 2010.

## Caractéristiques des navires
|                                     | Le voilier                                                                 | Les Sister-Ships             | Les Ponant Explorers        | Le brise-glace              |
| ----------------------------------- | -------------------------------------------------------------------------- | ---------------------------- | --------------------------- | --------------------------- |
| Longueur (m)                        | 88,55                                                                      | 142                          | 131                         | 150                         |
| Largeur (m)                         | 11,90                                                                      | 18,00                        | 18,00                       | 28,00                       |
| Tirant d'eau (m)                    | 5,20                                                                       | 4,70                         | 4,70                        | 10,00                       |
| Vitesse moyenne de croisière (nd)   |                                                                            | 14                           | 13,5                        | 15                          |
| Classe glace                        |                                                                            | 1C                           | 1C                          | PC2 (*)                     |
| Classification                      | Bureau Veritas                                                             | Bureau Veritas               | Bureau Veritas              | Bureau Veritas              |
| Pavillon                            | Français                                                                   | Français                     | Français                    | Français                    |
| Inscription                         | Wallis-et-Futuna                                                           | Wallis-et-Futuna             | Wallis-et-Futuna            | Wallis-et-Futuna            |
| Nombre de ponts passagers           | 4                                                                          | 6                            | 5                           | 5                           |
| Nombre de passagers                 | jusqu'à 64                                                                 | jusqu’à 264                  | jusqu’à 184                 | jusqu’à 245                 |
| Membres d’équipage                  | 34                                                                         | 145                          | 118                         | 235                         |
| Jauge brute (UMS)                   | 1 443                                                                      | 10 944                       | 9 976                       | 30 757                      |
| Moteurs électriques (kW)            | 1 × 1 620                                                                  | 2 × 2 300                    | 2 × 2 000                   | 34 000                      |
| Puissance électrique installée (kW) |                                                                            | 6 400                        | 6 400                       | 42 000                      |
| Construction                        | Société française des constructions navales Villeneuve-la-Garenne (France) | Fincantieri, Ancône (Italie) | Vard Group, Søvik (Norvège) | Vard Group, Søvik (Norvège) |

(*) PC2 = Coque renforcée de classe polaire 2 (épaisseur de la coque : 6 cm)

## Destinations
Ponant propose des croisières dans les régions suivantes :
- Europe du Nord et Baltique ;
- Méditerranée et Adriatique :
  - Corse,
  - Italie,
  - Croatie,
  - mer Égée,
  - mer Noire ;
- Péninsule Ibérique ;
- Asie ;
- Amérique du Sud et centrale ;
- Amérique du Nord ;
- Amérique Latine et Caraïbes ;
- Arctique et Grand Nord :
  - Canada,
  - Mer de Baffin,
  - Groenland,
  - Islande,
  - Spitzberg,
  - Russie arctique ;
- Antarctique :
  - Péninsule Antarctique,
  - Îles Malouines,
  - Géorgie du Sud,
  - Îles Shetland du Sud ;
- Océanie :
  - Australie,
  - Nouvelle-Zélande ;
- Pacifique ;
- Alaska ;
- Afrique.